# Sky Sanctuary
『Sky Sanctuary』（スカイ サンクチュアリ）は、橋本みゆきの12枚目のシングル。2008年7月23日にLantisから発売された。

## 概要
前作「跪くまで5秒だけ!」から6ヶ月ぶりのリリースとなる2008年2作目のシングル。表題曲「Sky Sanctuary」は、PCゲーム『俺たちに翼はない〜Prelude〜』主題歌、カップリングの「change of heart」は同ゲームのイメージソングとして使用された。
ジャケットには「俺たちに翼はない」のヒロイン渡来明日香が描かれている。

## 収録曲
（全作詞：西又葵、作曲：アッチョリケ）
1. Sky Sanctuary
  - 編曲：アッチョリケ
  - PCゲーム『俺たちに翼はない〜Prelude〜』主題歌
  - PCゲーム『俺たちに翼はない』挿入歌
2. change of heart
  - 編曲：田辺トシノ
  - PCゲーム『俺たちに翼はない〜Prelude〜』イメージソング
3. Sky Sanctuary（off vocal）
4. change of heart（off vocal）

## 収録アルバム
- Double Flower
- 俺たちに翼はない オリジナルサウンドトラック（Game Size）